# Morti il 15 marzo
| Questa pagina contiene informazioni ricavate automaticamente dalle voci biografiche con l'ausilio del template Bio e di un bot. L'aggiornamento è periodico e automatico e ricostruisce completamente la pagina. Se manca una persona in questa lista, sei pregato di non aggiungerla, ma accertati piuttosto che la sua voce biografica contenga il template Bio e che i dati anagrafici siano correttamente compilati. Se il template Bio manca, inseriscilo tu stesso o, in alternativa, metti l'avviso {{tmp\|Bio}} che ne segnala la mancanza. Se i dati riportati sono sbagliati, correggi direttamente la voce biografica; le modifiche saranno visibili in questa lista entro pochi giorni. Per chiarimenti vedi il progetto biografie. La lista contiene solo le 534 persone che sono citate nell'enciclopedia e per le quali è stato implementato correttamente il template Bio. Pagina aggiornata al 13 ago 2025. |

## I secolo a.C.(1)
- 44 a.C. - Gaio Giulio Cesare, politico, generale e scrittore romano (n. 101 a.C.)

## III secolo(1)
- 220 - Cáo Cāo, politico, poeta e generale cinese (n. 155)

## V secolo(1)
- 493 - Odoacre, generale e politico germanico (n. 433)

## VI secolo(1)
- 539 - Senka, imperatore giapponese (n. 467)

## VIII secolo(1)
- 752 - Papa Zaccaria, papa, vescovo e santo italiano (n. 679)

## X secolo(2)
- 963 - Romano II, imperatore bizantino
- 990 - Sigfrido I di Walbeck, nobile tedesco

## XI secolo(1)
- 1087 - Richilde di Hainaut, nobile fiamminga

## XIII secolo(3)
- 1207 - Alfonso del Portogallo (n. 1135)
- 1235 - Oldeberto Tornielli, vescovo cattolico italiano
- 1273 - Tommaso II d'Aquino, politico italiano

## XIV secolo(10)
- 1304 - Robert Bruce, VI signore di Annandale, nobile e cavaliere medievale scozzese (n. 1243)
- 1311 - Giorgio I Ghisi, nobiluomo e politico italiano
- 1311 - Gualtieri V di Brienne, nobile francese
- 1311 - Alberto Pallavicini, Marchese di Bodonitsa, marchese
- 1314 - Monaldo da Ancona, religioso italiano
- 1358 - Bernardo Tricardo, vescovo cattolico italiano
- 1367 - Jean I Le Meingre, militare francese
- 1367 - Galeotto I Malaspina, giudice italiano
- 1392 - Eberardo II di Württemberg, conte tedesco (n. 1315)
- 1393 - Paolo de Bernardo, notaio, umanista e diplomatico italiano

## XV secolo(1)
- 1414 - Gilles Deschamps, cardinale e vescovo cattolico francese

## XVI secolo(17)
- 1517 - Jaime Serra i Cau, cardinale e arcivescovo cattolico spagnolo (n. 1427)
- 1521 - Giovanni II di Kleve, nobile tedesco (n. 1458)
- 1526 - Charles Somerset, I conte di Worcester, nobile inglese (n. 1460)
- 1529 - Pietro Bon, architetto italiano
- 1536 - Pargali Ibrahim Pascià, funzionario ottomano (n. 1493)
- 1547 - Diego de Enzinas, umanista spagnolo
- 1554 - Margherita di Waldeck, nobildonna tedesca (n. 1533)
- 1561 - Gonçalo da Silveira, gesuita portoghese (n. 1526)
- 1569 - Abén Humeya, rivoluzionario spagnolo (n. 1520)
- 1571 - Aben Aboo, rivoluzionario spagnolo
- 1571 - Carlo Grassi, cardinale e vescovo cattolico italiano (n. 1519)
- 1575 - Annibale Padovano, compositore e organista italiano (n. 1527)
- 1582 - Elisabetta d'Assia, nobile tedesca (n. 1539)
- 1587 - Caspar Oleviano, teologo e predicatore tedesco (n. 1536)
- 1593 - Altobello Persio, scultore italiano (n. 1507)
- 1594 - Casiodoro de Reina, teologo spagnolo
- 1595 - Vincenzo Gagini, scultore italiano (n. 1527)

## XVII secolo(19)
- 1613 - Juan Fernández de Velasco, politico e diplomatico spagnolo
- 1617 - Thomas Egerton, avvocato britannico (n. 1540)
- 1627 - Gerolamo Assereto, doge (n. 1543)
- 1628 - John Bull, compositore fiammingo (n. 1562)
- 1631 - Thomas Fienus, medico svizzero (n. 1567)
- 1632 - Maurizio d'Assia-Kassel, nobile tedesco (n. 1572)
- 1633 - Giovanni Antonio Scaramuccia, pittore italiano (n. 1570)
- 1644 - Luisa Giuliana di Nassau, principessa (n. 1576)
- 1645 - Johan Skytte, politico svedese (n. 1577)
- 1650 - Nicodemo Ferrucci, pittore italiano (n. 1575)
- 1654 - Jean Guiton, ammiraglio, politico e armatore francese (n. 1585)
- 1657 - Marie-Françoise Giffard, religiosa francese (n. 1634)
- 1660 - Luisa di Marillac, religiosa francese (n. 1591)
- 1665 - Cristiano Luigi di Brunswick-Lüneburg, duca tedesco (n. 1622)
- 1673 - Salvator Rosa, pittore, incisore e poeta italiano (n. 1615)
- 1687 - Jacques de Fieux, vescovo cattolico francese
- 1691 - Giovanni Pietro d'Altemps, III duca di Gallese, nobile italiano (n. 1607)
- 1695 - Rutger van Langervelt, architetto, matematico e pittore olandese (n. 1635)
- 1699 - Giuseppe da Varano, poeta italiano (n. 1639)

## XVIII secolo(27)
- 1702 - Bartolomeo Menatti, vescovo cattolico italiano (n. 1621)
- 1710 - Alvise Cima, pittore e cartografo italiano (n. 1643)
- 1711 - Eusebio Francesco Chini, gesuita, missionario e geografo italiano (n. 1645)
- 1716 - Franz Ferdinand von Rummel, vescovo cattolico austriaco (n. 1644)
- 1720 - Luigi Priuli, cardinale italiano (n. 1650)
- 1721 - Luisa di Meclemburgo-Güstrow, sovrana danese (n. 1667)
- 1723 - Niccolò Placido II Branciforte, nobile e politico italiano (n. 1651)
- 1723 - Johann Christian Günther, poeta tedesco (n. 1695)
- 1724 - Maria Giovanna Battista di Savoia-Nemours, nobildonna (n. 1644)
- 1727 - Jacques de Goyon de Matignon, vescovo cattolico francese (n. 1643)
- 1729 - Elisabetta Eleonora di Brunswick-Wolfenbüttel, duchessa (n. 1658)
- 1731 - Cornelia Zangheri Bandi, nobile italiana (n. 1664)
- 1735 - Fulvio Gherli, medico e alchimista italiano (n. 1670)
- 1737 - Pietro Morettini, architetto e ingegnere militare svizzero (n. 1660)
- 1745 - Michel de La Barre, flautista e compositore francese
- 1749 - Aleksandr Ivanovič Rumjancev, nobile, diplomatico e generale russo (n. 1680)
- 1751 - Jean-Louis Des Balbes de Berton de Crillon, arcivescovo cattolico francese (n. 1684)
- 1752 - Thomas Lumley-Saunderson, III conte di Scarbrough, ufficiale e politico inglese (n. 1691)
- 1753 - Francesco Anichini, archivista e storico italiano (n. 1690)
- 1764 - George Cholmondeley, visconte Malpas, nobile e politico inglese (n. 1724)
- 1768 - Filippo Venuti, archeologo e enciclopedista italiano (n. 1706)
- 1772 - Franz Xaver Zech, teologo tedesco (n. 1692)
- 1785 - Giovanni Antonio Rubbi, religioso italiano (n. 1693)
- 1788 - Ludwig Joseph von Welden, vescovo cattolico tedesco (n. 1727)
- 1791 - Pierre-François Muyart de Vouglans, avvocato e giurista francese (n. 1713)
- 1791 - Antonino Valsecchi, teologo, predicatore e religioso italiano (n. 1708)
- 1796 - Stephen Storace, compositore inglese (n. 1762)

## XIX secolo(46)
- 1805 - Carlo Imbonati, nobile italiano (n. 1753)
- 1805 - Stanisław Szczęsny Potocki, nobile e politico polacco (n. 1753)
- 1810 - Lorenzo Benincasa, brigante italiano (n. 1777)
- 1810 - Filippo Cavolini, biologo e zoologo italiano (n. 1756)
- 1810 - Maria Fëdorovna Lubomirska, principessa polacca (n. 1773)
- 1811 - Giuseppe Duodo, militare italiano (n. 1757)
- 1820 - Clemente Maria Hofbauer, presbitero e santo ceco (n. 1751)
- 1820 - Christian Heigelin, banchiere e diplomatico tedesco (n. 1744)
- 1821 - Abraham Niclas Edelcrantz, inventore svedese (n. 1754)
- 1833 - Giovanni Amat Malliano, generale italiano (n. 1753)
- 1833 - Kurt Sprengel, botanico tedesco (n. 1766)
- 1835 - Domenico Mombelli, tenore, compositore e impresario teatrale italiano (n. 1755)
- 1839 - Cipriano de Portocarrero, nobile spagnolo (n. 1784)
- 1842 - Luigi Cherubini, compositore italiano (n. 1760)
- 1842 - Pietro Ignazio Marolda, vescovo cattolico e teologo italiano (n. 1770)
- 1849 - Giuseppe Gasparo Mezzofanti, cardinale, linguista e filologo italiano (n. 1774)
- 1849 - Francesco Saverio Verson, medico italiano (n. 1804)
- 1851 - John Brabazon, X conte di Meath, nobile irlandese (n. 1772)
- 1852 - Giuseppe Bertini, letterato, scrittore e compositore italiano (n. 1759)
- 1853 - Giovanni Ricordi, editore musicale italiano (n. 1785)
- 1858 - Dietrich Wilhelm Heinrich Busch, chirurgo tedesco (n. 1788)
- 1865 - August Förster, anatomista e patologo tedesco (n. 1822)
- 1865 - Friedrich Karl Köpke, filologo e educatore tedesco (n. 1785)
- 1865 - Luigi Muzzi, letterato, filologo e epigrafista italiano (n. 1776)
- 1867 - Giuseppe Maccari, poeta italiano (n. 1840)
- 1868 - Emidio Cappelli, letterato, poeta e politico italiano (n. 1806)
- 1868 - François-Édouard Picot, pittore e insegnante francese (n. 1786)
- 1870 - Jean-Victor Schnetz, pittore francese (n. 1787)
- 1872 - Jonathan Letterman, medico statunitense (n. 1824)
- 1873 - Giovanni Antonio Ambrosetti, imprenditore e politico italiano (n. 1811)
- 1877 - Innocenzo Manzetti, scienziato e inventore italiano (n. 1826)
- 1880 - Pericle Mazzoleni, politico e prefetto italiano (n. 1814)
- 1881 - Emory Upton, generale statunitense (n. 1839)
- 1882 - Carlo Bombrini, banchiere, imprenditore e politico italiano (n. 1804)
- 1884 - Antonio Tari, filosofo, scrittore e critico musicale italiano (n. 1809)
- 1885 - Pietro Ripari, patriota e medico italiano (n. 1802)
- 1886 - William Irwin, politico statunitense (n. 1827)
- 1886 - Henry Pelham, III conte di Chichester, nobile e ufficiale inglese (n. 1804)
- 1888 - Henry Blaze de Bury, scrittore francese (n. 1813)
- 1888 - Eugenio Cantoni, imprenditore italiano (n. 1824)
- 1891 - Joseph Bazalgette, ingegnere inglese (n. 1819)
- 1892 - Fëdor Solncev, archeologo e pittore russo (n. 1801)
- 1897 - Ferdinando Monroy, principe di Pandolfina, politico italiano (n. 1814)
- 1897 - James Joseph Sylvester, matematico britannico (n. 1814)
- 1898 - Henry Bessemer, ingegnere e inventore inglese (n. 1813)
- 1900 - Elwin Bruno Christoffel, matematico tedesco (n. 1829)

## XX secolo(259)
- 1902 - Josephine Bracken, irlandese (n. 1876)
- 1903 - Luciano Armanni, medico italiano (n. 1839)
- 1904 - Mosè Bianchi, pittore italiano (n. 1840)
- 1904 - Antonin Doussot, religioso francese (n. 1830)
- 1904 - Alessandro Legnazzi, giornalista e politico italiano (n. 1832)
- 1904 - Vincenzo Molo, vescovo cattolico svizzero (n. 1833)
- 1904 - Arthur White Greeley, fisiologo e ittiologo statunitense (n. 1875)
- 1905 - Luigi Manzotti, coreografo e mimo italiano (n. 1835)
- 1905 - Meyer Guggenheim, imprenditore statunitense (n. 1828)
- 1905 - Amalie Skram, scrittrice norvegese (n. 1846)
- 1907 - Manuel Lisandro Barillas Bercián, politico guatemalteco (n. 1845)
- 1907 - Giambattista Intra, letterato italiano (n. 1832)
- 1908 - Camillo Cima, drammaturgo, illustratore e pittore italiano (n. 1827)
- 1909 - Antigono Raggi, psichiatra italiano (n. 1845)
- 1909 - Victor Vignon, pittore francese (n. 1847)
- 1910 - Edoardo Crespi, scacchista e mecenate italiano (n. 1849)
- 1910 - Hans Heinrich Landolt, chimico svizzero (n. 1831)
- 1911 - William Dunnington Bloxham, politico statunitense (n. 1835)
- 1912 - Cesare Arzelà, matematico italiano (n. 1847)
- 1913 - John R. Cumpson, attore statunitense (n. 1868)
- 1914 - Donato Jaja, filosofo italiano (n. 1839)
- 1914 - William Raphael, pittore canadese (n. 1833)
- 1915 - Placido Riccardi, monaco cristiano italiano (n. 1844)
- 1917 - Sergej Vasil'evič Zubatov, poliziotto russo (n. 1864)
- 1918 - Lili Boulanger, compositrice francese (n. 1893)
- 1918 - Adolf Ritter von Tutschek, militare e aviatore tedesco (n. 1891)
- 1919 - Emma Jane Gay, fotografa statunitense (n. 1830)
- 1920 - Rudolf Berthold, aviatore tedesco (n. 1891)
- 1920 - Edith Holden, artista e insegnante inglese (n. 1871)
- 1921 - Mehmed Talat Pascià, politico turco (n. 1874)
- 1921 - Caroline Weldon, artista e attivista svizzera (n. 1844)
- 1922 - Pietro Bertarelli, politico italiano (n. 1845)
- 1922 - Moise Jarach, banchiere italiano (n. 1846)
- 1923 - Josef Victor Rohon, paleontologo e anatomista tedesco (n. 1845)
- 1924 - Wollert Konow, politico norvegese (n. 1845)
- 1924 - Charlotte Woodward Pierce, insegnante, stilista e attivista statunitense (n. 1830)
- 1925 - Georg Schreck, architetto finlandese (n. 1859)
- 1926 - Dmitrij Andreevič Furmanov, scrittore russo (n. 1891)
- 1926 - Giuseppe Gradenigo, medico italiano (n. 1859)
- 1926 - Amerigo Guasti, attore italiano (n. 1872)
- 1927 - Alfredo Bertone, attore italiano (n. 1893)
- 1927 - Scipione Borghese, nobile, viaggiatore e pilota automobilistico italiano (n. 1871)
- 1927 - Giannetto Valli, politico italiano (n. 1869)
- 1928 - Harry David Lee, imprenditore statunitense (n. 1849)
- 1929 - Félix Balzer, medico e patologo francese (n. 1849)
- 1929 - Pasquale De Luca, scrittore italiano (n. 1865)
- 1929 - Pinetop Smith, pianista statunitense (n. 1904)
- 1929 - Meta von Salis, attivista e storica svizzera (n. 1855)
- 1930 - Antonio Beltramelli, scrittore e giornalista italiano (n. 1879)
- 1931 - Charles Hefferon, maratoneta e mezzofondista sudafricano (n. 1878)
- 1931 - Giovanni Semeria, oratore e scrittore italiano (n. 1867)
- 1932 - James Aguet, imprenditore svizzero (n. 1848)
- 1932 - Paul Marmottan, storico dell'arte e mecenate francese (n. 1856)
- 1932 - Friedrich Radszuweit, imprenditore, editore e scrittore tedesco (n. 1876)
- 1934 - Davidson Black, medico e antropologo canadese (n. 1884)
- 1934 - Cesare Ferro Milone, pittore italiano (n. 1880)
- 1935 - Jean Fischer, ciclista su strada francese (n. 1867)
- 1936 - Sebastião Wolf, tiratore a segno brasiliano (n. 1869)
- 1936 - Carlo Vezzani, sindacalista e politico italiano (n. 1852)
- 1937 - Leopoldo Caimmi, calciatore italiano (n. 1906)
- 1937 - H.P. Lovecraft, scrittore, poeta e critico letterario statunitense (n. 1890)
- 1937 - Scipione Riva Rocci, medico italiano (n. 1863)
- 1937 - Arnold Spuler, medico, entomologo e politico tedesco (n. 1869)
- 1938 - Genrich Grigor'evič Jagoda, politico e militare sovietico (n. 1891)
- 1938 - Nikolaj Nikolaevič Krestinskij, politico sovietico (n. 1883)
- 1938 - Aleksej Ivanovič Rykov, rivoluzionario e politico sovietico (n. 1881)
- 1939 - Johannes Bloemen, nuotatore olandese (n. 1864)
- 1939 - Julián Ruete, calciatore, arbitro di calcio e allenatore di calcio spagnolo (n. 1887)
- 1939 - Eric E. Westbury, compositore di scacchi britannico (n. 1881)
- 1940 - Nae Ionescu, filosofo, logico e giornalista romeno (n. 1890)
- 1940 - Robert Leffler, attore cinematografico, regista e cantante lirico tedesco (n. 1866)
- 1940 - Cesare Zoppetti, attore italiano (n. 1876)
- 1941 - Antonio Cavarzerani, militare italiano (n. 1914)
- 1941 - Dino Del Favero, militare francese (n. 1910)
- 1941 - Alexej von Jawlensky, pittore russo (n. 1864)
- 1941 - Raghupathi Venkaiah Naidu, produttore cinematografico, fotografo e artista indiano (n. 1869)
- 1942 - Olga Alkalaj, avvocata e partigiana jugoslava (n. 1907)
- 1942 - Emile Duson, hockeista su prato olandese (n. 1904)
- 1942 - Arthur Heygate Mackmurdo, architetto e designer inglese (n. 1851)
- 1942 - Alexander von Zemlinsky, compositore e direttore d'orchestra austriaco (n. 1871)
- 1943 - Giuseppe Calvia, antropologo, poeta e pubblicista italiano (n. 1866)
- 1943 - Betty Nansen, attrice, regista e direttrice teatrale danese (n. 1873)
- 1943 - Gregoria de Jesús, rivoluzionaria e attivista filippina (n. 1875)
- 1944 - Gino Agostino Antoniol, militare e partigiano italiano (n. 1911)
- 1944 - Otto von Below, generale tedesco (n. 1857)
- 1944 - Josef Bělka, calciatore boemo (n. 1886)
- 1944 - Gaspero Ciacci, politico italiano (n. 1873)
- 1944 - Fermo Ognibene, militare e partigiano italiano (n. 1918)
- 1944 - Marija Vasil'evna Oktjabr'skaja, militare sovietica (n. 1902)
- 1945 - Pierre Drieu La Rochelle, scrittore, saggista e poeta francese (n. 1893)
- 1945 - Alexander Khatisian, politico e giornalista armeno (n. 1874)
- 1945 - Henry Victor, attore inglese (n. 1892)
- 1945 - Şayan Kadin, ottomana (n. 1853)
- 1946 - Alexander Langsdorff, archeologo tedesco (n. 1898)
- 1946 - Vittorio Mariani, architetto e urbanista italiano (n. 1859)
- 1947 - Lucien Rudaux, artista e astronomo francese (n. 1874)
- 1948 - Jan Balicki, presbitero polacco (n. 1869)
- 1948 - Donato Manduzio, mistico e veggente italiano (n. 1885)
- 1948 - Gennaro Tedeschini Lalli, generale e aviatore italiano (n. 1889)
- 1950 - Frank Floyd, pugile statunitense (n. 1878)
- 1950 - Alice Stone Blackwell, attivista e editrice statunitense (n. 1857)
- 1951 - Gustavo Lombardo, produttore cinematografico italiano (n. 1885)
- 1951 - Artemide Zatti, infermiere e missionario italiano (n. 1880)
- 1952 - Joaquín Amaro, generale, politico e editore messicano (n. 1889)
- 1952 - Enzo De Muro Lomanto, tenore italiano (n. 1902)
- 1952 - Ernst Haiger, architetto tedesco (n. 1874)
- 1952 - Angelo Senna, biologo italiano (n. 1866)
- 1952 - Nevil Sidgwick, chimico inglese (n. 1873)
- 1953 - Arthur Berry, calciatore inglese (n. 1888)
- 1953 - Carl Stockdale, attore statunitense (n. 1874)
- 1954 - Émile Gabory, storico, poeta e archivista francese (n. 1872)
- 1954 - Benito Mosso, calciatore argentino (n. 1894)
- 1954 - Charles Piroth, militare francese (n. 1906)
- 1955 - Michele Besso, ingegnere svizzero (n. 1873)
- 1955 - Max Neuburger, medico tedesco (n. 1868)
- 1955 - Eduard Pichl, alpinista, ingegnere e saggista austriaco (n. 1872)
- 1956 - Ernst Rüdiger Starhemberg, politico austriaco (n. 1899)
- 1957 - Niels Drustrup, militare statunitense (n. 1876)
- 1957 - Rudolf Kasztner, giornalista e avvocato ungherese (n. 1906)
- 1957 - Moša Pijade, politico, partigiano e antifascista jugoslavo (n. 1890)
- 1958 - Maria Müller, soprano austriaco (n. 1898)
- 1958 - Giuseppe Romita, politico italiano (n. 1887)
- 1959 - Luigi Masini, militare, partigiano e politico italiano (n. 1889)
- 1959 - Thomas Swindlehurst, tiratore di fune britannico (n. 1874)
- 1959 - Lester Young, sassofonista statunitense (n. 1909)
- 1960 - Eduard Čech, matematico austro-ungarico (n. 1893)
- 1960 - Corradino Mineo, matematico e geodeta italiano (n. 1875)
- 1961 - Musbah bint Nasser, principessa araba (n. 1884)
- 1962 - Charles Bartliff, calciatore statunitense (n. 1886)
- 1962 - Arthur Compton, fisico statunitense (n. 1892)
- 1962 - Fricis Dambrēvics, calciatore lettone (n. 1904)
- 1962 - Mouloud Feraoun, scrittore algerino (n. 1913)
- 1962 - Franz Weselik, calciatore austriaco (n. 1903)
- 1963 - Bill Adams, calciatore inglese (n. 1902)
- 1963 - Victor Feguer, criminale statunitense (n. 1935)
- 1963 - Harry Hampton, calciatore e allenatore di calcio inglese (n. 1885)
- 1963 - Nicola Nacucchi, avvocato e politico italiano (n. 1886)
- 1963 - Volterrano Volterrani, scultore italiano (n. 1891)
- 1964 - Paul Cavanagh, attore britannico (n. 1888)
- 1965 - Teodor Koskenniemi, mezzofondista finlandese (n. 1887)
- 1966 - James Donahue, multiplista statunitense (n. 1885)
- 1966 - Norman Finch, militare britannico (n. 1890)
- 1966 - István Nemes, calciatore ungherese (n. 1905)
- 1966 - Spyros Peristerīs, compositore greco (n. 1900)
- 1966 - Abe Saperstein, imprenditore, dirigente sportivo e allenatore di pallacanestro statunitense (n. 1902)
- 1966 - Otello Toso, attore italiano (n. 1914)
- 1966 - Grete Weiskopf, scrittrice tedesca (n. 1905)
- 1967 - Federico Comandini, avvocato e politico italiano (n. 1893)
- 1967 - Jean-Pierre Weber, calciatore lussemburghese (n. 1899)
- 1968 - Khuang Aphaiwong, politico thailandese (n. 1902)
- 1968 - Gilberto Concepcion de Gracia, politico portoricano (n. 1909)
- 1968 - Giorgio Croci, velocista italiano (n. 1893)
- 1968 - Herbert Girton Deignan, ornitologo statunitense (n. 1906)
- 1968 - Eivar Widlund, calciatore svedese (n. 1906)
- 1969 - Miles Malleson, attore, sceneggiatore e drammaturgo inglese (n. 1888)
- 1969 - Agide Samaritani, partigiano e politico italiano (n. 1921)
- 1970 - Arthur Adamov, scrittore e drammaturgo francese (n. 1908)
- 1970 - Zvonko Jazbec, calciatore jugoslavo (n. 1911)
- 1970 - Tarjei Vesaas, scrittore norvegese (n. 1897)
- 1971 - Jean-Pierre Monseré, ciclista su strada e pistard belga (n. 1948)
- 1972 - Giulio De Marchi, ingegnere italiano (n. 1890)
- 1972 - Dorothy D. Houghton, attivista statunitense (n. 1890)
- 1973 - Angelo Binaschi, calciatore italiano (n. 1889)
- 1973 - Jasper Maskelyne, illusionista inglese (n. 1902)
- 1973 - Angelo Rosso, allenatore di calcio e calciatore italiano (n. 1915)
- 1974 - Ferdinand Ďurčanský, politico slovacco (n. 1906)
- 1975 - Merle Armitage, scrittore, scenografo e manager statunitense (n. 1893)
- 1975 - John H. Auer, regista e produttore cinematografico ungherese (n. 1906)
- 1975 - Leónidas Barletta, scrittore, giornalista e drammaturgo argentino (n. 1902)
- 1975 - Edvin Mathiasson, lottatore svedese (n. 1890)
- 1975 - Hanna Nagel, artista tedesca (n. 1907)
- 1975 - Aristotele Onassis, armatore, imprenditore e socialite greco (n. 1906)
- 1976 - Irzio Luigi Magliacani, vescovo cattolico italiano (n. 1892)
- 1976 - Jack McClelland, calciatore nordirlandese (n. 1940)
- 1976 - Jo Mielziner, scenografo statunitense (n. 1901)
- 1976 - Gina Sammarco, attrice italiana (n. 1897)
- 1977 - Hubert Aquin, scrittore, regista e saggista canadese (n. 1929)
- 1977 - Antonino Rocca, wrestler italiano (n. 1927)
- 1977 - Virgilio Milani, scultore italiano (n. 1888)
- 1977 - Marg Moll, pittrice e scultrice tedesca (n. 1884)
- 1978 - Jerzy Hryniewski, politico polacco (n. 1895)
- 1978 - Bobby McKean, calciatore scozzese (n. 1952)
- 1978 - Francis Rennell Rodd, generale e esploratore britannico (n. 1895)
- 1979 - Léonide Massine, coreografo, ballerino e attore russo (n. 1896)
- 1979 - Alexandre Parodi, politico francese (n. 1901)
- 1979 - Michael Siegel, avvocato tedesco (n. 1882)
- 1980 - Gerald Abrahams, scacchista, scrittore e avvocato britannico (n. 1907)
- 1980 - Ottorino Paulinich, allenatore di calcio e calciatore italiano (n. 1922)
- 1980 - Gordon E. Sawyer, montatore e sceneggiatore statunitense (n. 1905)
- 1981 - Emanuele Cavalli, pittore e fotografo italiano (n. 1904)
- 1981 - René Clair, regista, sceneggiatore e attore francese (n. 1898)
- 1981 - Dino Sbrana, calciatore italiano (n. 1907)
- 1981 - Philip Testa, mafioso statunitense (n. 1924)
- 1982 - Ennio Lorenzini, regista italiano (n. 1934)
- 1982 - Elis Wiklund, fondista svedese (n. 1909)
- 1983 - Johann Blank, pallanuotista tedesco (n. 1904)
- 1983 - Coloman Braun-Bogdan, allenatore di calcio e calciatore rumeno (n. 1905)
- 1983 - Josep Lluís Sert, architetto e urbanista spagnolo (n. 1902)
- 1983 - Rebecca West, scrittrice britannica (n. 1892)
- 1983 - Ludovico Zorzi, critico teatrale e saggista italiano (n. 1928)
- 1984 - Ken Carpenter, discobolo statunitense (n. 1913)
- 1984 - Pēteris Lauks, calciatore lettone (n. 1902)
- 1984 - Giorgio Venturini, produttore cinematografico, regista e sceneggiatore italiano (n. 1906)
- 1985 - Július Jakoby, pittore slovacco (n. 1903)
- 1985 - František Pelcner, calciatore cecoslovacco (n. 1909)
- 1986 - Angelo Lorenzi, politico e antifascista italiano (n. 1892)
- 1986 - Miguel Darío Miranda y Gómez, cardinale e arcivescovo cattolico messicano (n. 1895)
- 1986 - Pandelis Prevelakis, romanziere, poeta e drammaturgo greco (n. 1909)
- 1987 - Aldo Bargero, medico italiano (n. 1924)
- 1987 - Alfonso Di Pasquale, pittore italiano (n. 1899)
- 1987 - Léon Fleuriot, linguista e storico francese (n. 1923)
- 1987 - Sadri Usuoğlu, cestista, allenatore di calcio e calciatore turco (n. 1908)
- 1988 - Wilson Ferreira Aldunate, politico uruguaiano (n. 1919)
- 1988 - Kathie Fischer, attrice statunitense (n. 1907)
- 1988 - Dannie Richmond, batterista statunitense (n. 1931)
- 1989 - Vasilij Stepanovič Alendeev, poeta, drammaturgo e romanziere sovietico (n. 1919)
- 1989 - Manlio Di Rosa, schermidore italiano (n. 1914)
- 1989 - Edoardo Mason, missionario e vescovo cattolico italiano (n. 1903)
- 1989 - Emilio Sarzi Amadé, partigiano e giornalista italiano (n. 1925)
- 1990 - Cesáreo Galíndez, imprenditore spagnolo (n. 1894)
- 1990 - Tom Harmon, giocatore di football americano statunitense (n. 1919)
- 1991 - Miodrag Bulatović, romanziere e drammaturgo serbo (n. 1930)
- 1991 - Robert Busnel, cestista, allenatore di pallacanestro e dirigente sportivo francese (n. 1914)
- 1991 - Celestino Camilla, ciclista su strada italiano (n. 1917)
- 1991 - Bud Freeman, sassofonista, compositore e direttore d'orchestra statunitense (n. 1906)
- 1991 - Robert Hill, biochimico britannico (n. 1899)
- 1991 - George Sherman, regista statunitense (n. 1908)
- 1992 - Pietro Bucalossi, oncologo e politico italiano (n. 1905)
- 1992 - Helen Deutsch, sceneggiatrice e giornalista statunitense (n. 1906)
- 1992 - Sergio Guerri, cardinale e arcivescovo cattolico italiano (n. 1905)
- 1992 - Deane Montgomery, matematico statunitense (n. 1909)
- 1993 - Karl Mai, calciatore tedesco (n. 1928)
- 1993 - Ricardo Arias, politico e imprenditore panamense (n. 1912)
- 1994 - Heinz Heger, austriaco (n. 1915)
- 1994 - Nadir Quinto, illustratore e fumettista italiano (n. 1918)
- 1994 - Rino Tami, architetto svizzero (n. 1908)
- 1994 - Polly Walters, attrice statunitense (n. 1913)
- 1995 - Florence Chadwick, nuotatrice statunitense (n. 1918)
- 1995 - Wolfgang Harich, filosofo e saggista tedesco (n. 1923)
- 1995 - Steve Sharkey, cestista statunitense (n. 1918)
- 1995 - Francesco Tentori Montalto, ispanista e traduttore italiano (n. 1924)
- 1996 - Ed Beach, cestista statunitense (n. 1929)
- 1996 - Mario Berri, magistrato e giurista italiano (n. 1912)
- 1996 - Helen Chadwick, artista britannica (n. 1953)
- 1996 - Cheng Heng, politico cambogiano (n. 1910)
- 1996 - Robert Pearce, lottatore statunitense (n. 1908)
- 1997 - Gail Davis, attrice statunitense (n. 1925)
- 1997 - Kåre Holt, scrittore norvegese (n. 1916)
- 1997 - Victor Vasarely, pittore ungherese (n. 1906)
- 1998 - Gennadij Evrjužichin, calciatore sovietico (n. 1944)
- 1998 - Tim Maia, cantante e compositore brasiliano (n. 1942)
- 1998 - Maud Mannoni, psicoanalista francese (n. 1923)
- 1998 - Dušan Pašek, hockeista su ghiaccio e dirigente sportivo cecoslovacco (n. 1960)
- 1998 - Camille Plubeau, militare e aviatore francese (n. 1910)
- 1998 - Benjamin Spock, pediatra e educatore statunitense (n. 1903)
- 1998 - Clemens Wientjes, calciatore tedesco (n. 1920)
- 1999 - Harry Callahan, fotografo statunitense (n. 1912)
- 1999 - Giuliana Saladino, giornalista e politica italiana (n. 1925)
- 2000 - Domingo Bárcenas, cestista, pallamanista e allenatore di pallamano spagnolo (n. 1927)

## XXI secolo(143)
- 2001 - Gaetano Cozzi, storico italiano (n. 1922)
- 2001 - Angelo Dalle Molle, imprenditore italiano (n. 1908)
- 2001 - Daniel Sénélar, pittore francese (n. 1925)
- 2001 - Anton Kopčan, calciatore cecoslovacco (n. 1929)
- 2001 - Mahmoud Reza Pahlavi, principe iraniano (n. 1926)
- 2001 - Ann Sothern, attrice statunitense (n. 1909)
- 2002 - Sergio Centi, cantante e attore italiano (n. 1924)
- 2002 - Johannes Cremerius, psichiatra e psicoanalista tedesco (n. 1918)
- 2002 - Óscar Pérez Cattáneo, cestista argentino (n. 1922)
- 2002 - Werner Unger, calciatore tedesco orientale (n. 1931)
- 2003 - John Andru, schermidore canadese (n. 1932)
- 2003 - Thora Hird, attrice e comica britannica (n. 1911)
- 2003 - Enzo Ianni, generale e aviatore italiano (n. 1914)
- 2003 - Enrique Parra, cestista cileno (n. 1925)
- 2004 - Kriss Donald, scozzese (n. 1988)
- 2004 - Václav Kozák, canottiere cecoslovacco (n. 1937)
- 2004 - Philippe Lemaire, attore francese (n. 1927)
- 2004 - John Pople, matematico e chimico britannico (n. 1925)
- 2005 - Audrey Callaghan, britannica (n. 1915)
- 2005 - Giorgio Cingoli, giornalista italiano (n. 1926)
- 2005 - Don Durant, attore statunitense (n. 1932)
- 2005 - Otar Korkia, cestista e allenatore di pallacanestro sovietico (n. 1923)
- 2005 - Miklós Kretzoi, geologo e paleontologo ungherese (n. 1907)
- 2005 - Bill McGarry, calciatore e allenatore di calcio inglese (n. 1927)
- 2005 - Bert Pronk, ciclista su strada olandese (n. 1950)
- 2006 - George Mackey, matematico statunitense (n. 1916)
- 2006 - Robert Maud, tennista sudafricano (n. 1946)
- 2006 - Geōrgios Rallīs, politico greco (n. 1918)
- 2007 - Aldo Battagion, partigiano e rugbista a 15 italiano (n. 1922)
- 2007 - Italo Bortolotti, pittore e scultore italiano (n. 1933)
- 2007 - Charles Harrelson, criminale statunitense (n. 1938)
- 2007 - Simona Kossak, biologa e ecologa polacca (n. 1943)
- 2007 - Bowie Kuhn, dirigente sportivo statunitense (n. 1926)
- 2007 - Norberta López, cestista paraguaiana (n. 1937)
- 2007 - Jack Metcalf, politico statunitense (n. 1927)
- 2007 - Salvatore Puma, tenore italiano (n. 1920)
- 2007 - Stuart Rosenberg, regista statunitense (n. 1927)
- 2007 - Jean Talairach, medico francese (n. 1911)
- 2008 - Vytautas Kernagis, cantautore, attore e conduttore televisivo lituano (n. 1951)
- 2008 - George Low, astronauta e ingegnere statunitense (n. 1956)
- 2008 - Alfredo Núñez, calciatore cileno (n. 1960)
- 2008 - Sarla Thakral, aviatrice, pittrice e designer indiana (n. 1914)
- 2009 - Paulo Eduardo Andrade Ponte, arcivescovo cattolico brasiliano (n. 1931)
- 2009 - Omar Arrestia, cestista e allenatore di pallacanestro uruguaiano (n. 1947)
- 2009 - Edmund Hockridge, baritono e attore teatrale canadese (n. 1919)
- 2009 - Gunnar Karlsson-Tjörnebo, siepista svedese (n. 1927)
- 2009 - Jack Lawrence, cantautore statunitense (n. 1912)
- 2009 - Ron Silver, attore e regista statunitense (n. 1946)
- 2009 - Alan Suddick, calciatore inglese (n. 1944)
- 2010 - Paolo Carosi, calciatore e allenatore di calcio italiano (n. 1938)
- 2010 - Luigi Cascioli, saggista italiano (n. 1934)
- 2010 - Giannetto Fieschi, pittore e incisore italiano (n. 1921)
- 2010 - Liliana Gerace, attrice italiana (n. 1921)
- 2010 - Günther Heidemann, pugile tedesco (n. 1932)
- 2010 - Robert W. Mann, compositore e docente statunitense (n. 1925)
- 2010 - Attilio Prevost, ingegnere e imprenditore italiano (n. 1918)
- 2010 - Patricia Wrightson, scrittrice australiana (n. 1921)
- 2011 - Leonid Danilovič Agranovič, regista sovietico (n. 1915)
- 2011 - Nate Dogg, cantante e rapper statunitense (n. 1969)
- 2011 - Yakov Kreizberg, direttore d'orchestra russo (n. 1959)
- 2012 - Mervyn Davies, rugbista a 15 gallese (n. 1946)
- 2013 - Aldo Cabizza, chitarrista italiano (n. 1929)
- 2013 - Paolo Pastorelli, politico italiano (n. 1943)
- 2013 - Dante Rossi, pallanuotista italiano (n. 1936)
- 2013 - Felipe Zetter, calciatore messicano (n. 1923)
- 2014 - Scott Asheton, batterista statunitense (n. 1949)
- 2014 - David Brenner, attore e umorista statunitense (n. 1936)
- 2014 - Clarissa Dickson Wright, cuoca e conduttrice televisiva inglese (n. 1947)
- 2014 - Jürgen Kurbjuhn, calciatore tedesco (n. 1940)
- 2014 - Luca Moro, pilota automobilistico italiano (n. 1973)
- 2014 - Giulio Spallone, politico italiano (n. 1919)
- 2015 - Akasha Bashir, pakistano (n. 1994)
- 2015 - Antonio Betancort, calciatore spagnolo (n. 1937)
- 2015 - Luciano Ercoli, regista, produttore cinematografico e sceneggiatore italiano (n. 1929)
- 2015 - Sally Forrest, attrice statunitense (n. 1928)
- 2015 - Ján Kulich, scultore e insegnante slovacco (n. 1930)
- 2015 - Gino Moretti, matematico italiano (n. 1917)
- 2015 - Mike Porcaro, bassista statunitense (n. 1955)
- 2015 - Eric Yeo, pallanuotista singaporiano (n. 1936)
- 2016 - Asa Briggs, storico britannico (n. 1921)
- 2016 - Richard Burke, politico irlandese (n. 1932)
- 2016 - Jean Defraigne, politico belga (n. 1929)
- 2016 - Paul Lange, canoista tedesco (n. 1931)
- 2016 - Boris Makaresko, comico e cabarettista italiano (n. 1946)
- 2016 - Mfanasibili dello Swaziland, principe e politico swazilandese (n. 1938)
- 2016 - John Ene Okon, calciatore nigeriano (n. 1969)
- 2017 - Fritz Briel, canoista tedesco (n. 1934)
- 2017 - Alberto Longarella, lottatore argentino (n. 1923)
- 2017 - Michael Maule, ballerino e insegnante statunitense (n. 1921)
- 2017 - Enrique Morea, tennista argentino (n. 1924)
- 2017 - Wojciech Młynarski, poeta, regista e compositore polacco (n. 1941)
- 2017 - Dave Stallworth, cestista statunitense (n. 1941)
- 2017 - Chris Williams, cestista statunitense (n. 1980)
- 2018 - Marcello Cesa-Bianchi, psicologo e saggista italiano (n. 1926)
- 2018 - Erwin C. Dietrich, regista, produttore cinematografico e attore svizzero (n. 1930)
- 2018 - Anna Campbell, anarchica e militare inglese (n. 1991)
- 2018 - Bob Phibbs, cestista canadese (n. 1927)
- 2019 - Luca Alinari, pittore italiano (n. 1943)
- 2019 - Okwui Enwezor, critico d'arte nigeriano (n. 1963)
- 2019 - Gianfranco Ganzer, calciatore e allenatore di calcio italiano (n. 1930)
- 2019 - Lam Jones, velocista e giocatore di football americano statunitense (n. 1958)
- 2019 - W.S. Merwin, poeta statunitense (n. 1927)
- 2019 - Jean-Pierre Richard, critico letterario francese (n. 1922)
- 2020 - Mohammad Ami-Tehrani, sollevatore iraniano (n. 1935)
- 2020 - Sergio Bassi, cantautore italiano (n. 1949)
- 2020 - Suzy Delair, attrice francese (n. 1917)
- 2020 - Elio Ghelfi, allenatore di pugilato italiano (n. 1937)
- 2020 - Vittorio Gregotti, architetto, urbanista e teorico dell'architettura italiano (n. 1927)
- 2020 - Amedeo Guarnieri, sceneggiatore italiano (n. 1976)
- 2020 - Richard Hanna, politico statunitense (n. 1951)
- 2020 - Roy Hudd, attore e comico britannico (n. 1936)
- 2020 - Attilio Lentati, dirigente d'azienda italiano (n. 1937)
- 2021 - Daniel Eon, calciatore francese (n. 1939)
- 2021 - Yaphet Kotto, attore statunitense (n. 1939)
- 2021 - Carlo Lucchesi, calciatore italiano (n. 1927)
- 2021 - Carlo Meluccio, pittore e medico italiano (n. 1923)
- 2021 - Yasuo Ōtsuka, animatore e disegnatore giapponese (n. 1931)
- 2021 - Jurij Šikunov, calciatore e allenatore di calcio sovietico (n. 1939)
- 2022 - Sergio Canciani, giornalista italiano (n. 1946)
- 2022 - Lauro Cavazos, politico statunitense (n. 1927)
- 2022 - Tuğrul Demir, cestista turco (n. 1935)
- 2022 - Francesco Mandarini, politico, dirigente d'azienda e giornalista italiano (n. 1942)
- 2022 - Anthony Marchi, calciatore e allenatore di calcio inglese (n. 1933)
- 2022 - Oleg Mitjaev, generale russo (n. 1974)
- 2022 - Eugene Parker, astronomo statunitense (n. 1927)
- 2022 - Anneli Sauli, attrice finlandese (n. 1932)
- 2023 - Enrico Baldini, agronomo italiano (n. 1925)
- 2023 - Bice Biagi, giornalista italiana (n. 1947)
- 2023 - Dorothy Bohm, fotografa britannica (n. 1924)
- 2023 - Pierluigi Concutelli, terrorista italiano (n. 1944)
- 2023 - Roberto De Vecchi, politico italiano (n. 1935)
- 2023 - Ernesto Mazzoni, politico italiano (n. 1937)
- 2023 - Dīmītrios Papaïōannou, calciatore greco (n. 1942)
- 2023 - Marisa Traversi, attrice italiana (n. 1934)
- 2024 - Antônio Fernando Brochini, vescovo cattolico brasiliano (n. 1946)
- 2024 - Joe Camp, regista e sceneggiatore statunitense (n. 1939)
- 2024 - Paul Josef Cordes, cardinale e arcivescovo cattolico tedesco (n. 1934)
- 2024 - Salim Joubran, magistrato palestinese (n. 1947)
- 2025 - Peter Bichsel, scrittore svizzero (n. 1935)
- 2025 - Doris Fitschen, calciatrice tedesca (n. 1968)
- 2025 - Nita Lowey, politica statunitense (n. 1937)
- 2025 - Ermenegildo Reato, presbitero, storico e insegnante italiano (n. 1928)
- 2025 - Slick Watts, cestista statunitense (n. 1951)

## Senza anno specificato(1)
- Oda, nobile tedesca